# Музей Івана Гончара

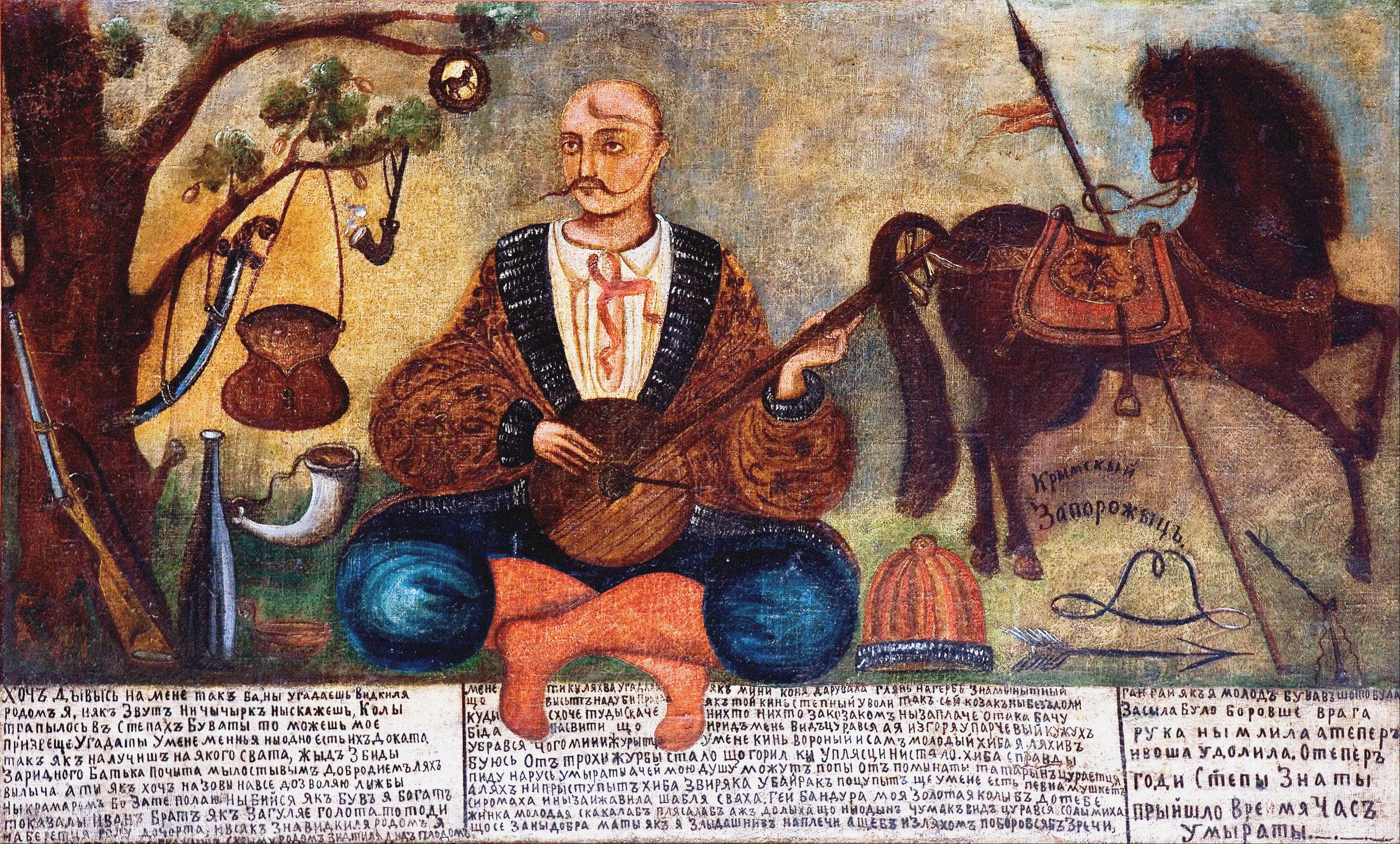
Народна картина «Кримський Запорожець (Козак-Мамай)», (кін. XVIII – І пол. ХІХ ст.), Музей Івана Гончара

Національний центр народної культури «Музей Івана Гончара» — державний всеукраїнський спеціалізований науково-дослідний культурно-освітній заклад  з вивчення та зберігання  творів  народного мистецтва, серед яких  декоративно-ужиткове,  наївне та ін.  Музей розташований у місті Києві по вул. Лаврська, 19.

## Історія
Заснований 1993 року на базі приватної колекції Івана Гончара — художника, скульптора та громадського діяча.
Свою колекцію Іван Гончар почав збирати наприкінці 1950-х років. З подорожей по Україні художник привозив предмети народного мистецтва, виготовлені в різний час, що відбивають розмаїття культурних традицій країни. За кілька десятиліть грандіозної й копіткої колекційної та народознавчої роботи, Гончар зібрав унікальну колекцію, що стала початком теперішнього Українському центру народної творчості ім. Івана Гончара.
У той час, коли державні музеї наголошували на досягненнях культури радянського періоду, Іван Гончар не наголошував на ідеологічних нюансах творчості. Він був зацікавлений у тому, щоб його колекція відбивала традиції української народної творчості. У результаті, цей суспільний музей набув популярності не тільки в Україні, але й за кордоном, а також став одним із центрів руху шістдесятників  у Києві.

## Колекція
Колекція музею налічує понад 15 тисяч етнографічних та мистецьких одиниць, серед яких 2,7 тисячі зразків з тканини (рушники, сорочки, верхній одяг, килими, взірці вишивок), близько 700 предметів кераміки (гончарний посуд, дитяча іграшка, кахлі), колекція писанок, дерев'яні різьблені речі, вироби з металу та скла, колекція народних музичних інструментів (кобзи, бандури, цимбали, сопілки, колісна ліра, цитра, коза,  трембіти, флояра та інші). Пріоритетною у колекції Музею є збірка українських народних картин, зокрема, славнозвісних «Козаків Мамаїв», а також ікон народного письма (500 одиниць). Окремими полотнами представлено професійне малярство. Також в Центрі зберігається особиста бібліотека I. М. Гончара, що нараховує 2 750 книг.
У музеї зберігається багато фотографій Івана Гончара.
Музей народної культури Гончара в особі його засновника Івана Макаровича та його спадкоємця Петра Івановича Гончара постійно підтримували  розвиток Київського кобзарського цеху.
Музей Гончара разом з Кобзарським Цехом плідно співпрацюють й по сьогодні. В спільних проєктах з музеєм кобзарі надають повний спектр взаємодопомоги та піснею-думою, і майстеркласами зі створення старосвітських кобзарських інструментів й науці гри на  фаховому рівні консерваторії.

## Діяльність
Центром провадяться етнологічні дослідження, польові експедиції, організовуються наукові конференції та культурно-мистецькі заходи (зокрема, фестиваль «Орелі»), налагоджується зв'язок із народними митцями, іншими носіями традиційної культури та її дослідниками. Музей ставить на меті комплексне висвітлення української традиційної культури з огляду на її цілісність і самобутність, відродження національної свідомості, збереження і розвитку найкращих традицій українського народного мистецтва та увічнення пам'яті Івана Макаровича Гончара.
2018 року «Музей Івана Гончара» долучився до благодійного фотопроєкту «Щирі», організованого зусиллями ТЦ «Домосфера» та комунікаційної агенції Gres Todorchuk. Головною метою проєкту стала популяризація українського народного костюма XIX століття. З 14 листопада по 2 грудня в приміщенні музею проходила виставка світлини українських мистецьких діячів у національному вбранні. В рамках відкриття виставки відбулися майстер-класи з виготовлення святкових атрибутів, виступи Ніни Матвієнко та учасниць гурту Dakh Daughters Наталки Галаневич і Соломії Мельник, а також концерт традиційної інструментальна музика Полтавщини. Увесь прибуток від продажів календарів зі світлинами «зірок» у національних строях було спрямовано на реконструкцію музею.
26 травня 2020 Музей Гончара зазнав нападу групи працівників ДБР, які виламали вхідні двері у приміщення. Пізніше в ЗМІ була поширена інформація про те, що причиною нападу є справа проти П. Порошенка щодо переміщення через митний кордон 43 картин, а як докази по цій справі залучено скриншоти сторінок Вікіпедії.